# Tillandsia gerd-muelleri
Tillandsia gerd-muelleri är en gräsväxtart som beskrevs av Wilhelm Weber. Tillandsia gerd-muelleri ingår i släktet Tillandsia och familjen Bromeliaceae. Inga underarter finns listade i Catalogue of Life.